# ペリー・サターン
ペリー・サターン（Perry Saturn）のリングネームで知られるペリー・サトゥーロ（Perry Arthur Satullo、1966年10月25日 - ）は、アメリカ合衆国のプロレスラー。オハイオ州クリーヴランド出身。

## 来歴

### キャリア初期
17歳の時から4年間アメリカ陸軍に入隊している。ジョン・クローナスと出会った事によりプロレスラーになる事を目指し、キラー・コワルスキー主宰のレスリングスクールにてトレーニングを開始。1990年、キラー・コワルスキーが主宰する団体であるIWF（International Wrestling Federation）でデビューを果たし、テラ・ライジング (後のトリプルH) とタッグを組んで活動した。同年、リングネームをペリー・サターン（Perry Saturn）へと変更してクローナスとのタッグチーム、ジ・イリミネーターズ（The Eliminators）を結成。
1991年よりジェリー・ジャレットが主宰するUSWA（United States Wrestling Association）に参戦。1993年2月、初来日を果たし、新日本プロレスに参戦。ランボやトニー・ホームと組んで出場した。1994年4月25日、USWAにてUSWA世界タッグ王座を保持するブライアン・クリストファー & エディ・ギルバートに挑戦して勝利し、ベルトを奪取した。

### ECW
1995年9月、クローナスと共にECWと契約を交わし入団。入団して早々タッグ戦線で活躍。11月18日のNovember To Remember 1995ではピットブルズ（ピットブル1号 & ピットブル2号）と対戦して敗戦した事により抗争を開始。1996年2月3日、Big Apple Blizzard BlastにてECW世界タッグ王座を保持するミック・フォーリー & マイキー・ウィップレックと対戦して勝利し、ベルトを奪取。王座戴冠後はトップとして君臨し、ダッドリー・ボーイズ（ババ・レイ・ダッドリー & ディーボン・ダッドリー）、ザ・ギャングスターズ（ニュー・ジャック & ムスタファ・サイード）といったタッグチームと王座を巡って激闘を繰り広げた。1997年4月13日、ダッドリー・ボーイズからECW世界タッグ王座を奪取して3度目の戴冠となるが6月にECWから退団した。

### WCW
ECW退団後、1997年9月にWCWへと移籍。サターン（Saturn）のリングネームで入団して早々11月3日にはWCW世界TV王座を保持するディスコ・インフェルノに挑戦して勝利し、ベルトを奪取した。1998年1月、レイヴェン率いるレイヴェンズフロック（Raven's Flock）へメンバー入り。1999年5月9日、レイヴェンとのタッグでWCW世界タッグ王座を保持するクリス・ベノワ & ディーン・マレンコ、レイ・ミステリオ・ジュニア & キッドマンと3wayタッグマッチによる王座戦を行い勝利し、ベルトを奪取した。5月よりレイヴェンズフロックから脱退してベビーフェイスへと転向し、クリス・ベノワとタッグを結成。6月10日にWCW世界タッグ王座を保持するダイヤモンド・ダラス・ペイジ & クリス・キャニオンに挑戦して勝利し、ベルトを奪取した。
2000年1月、WCWでの起用法の不満から、同調したベノワ、マレンコ、エディ・ゲレロと共にWCWから退団した。

### WWF / WWE
WCW退団後、2000年1月にWWFへと移籍。ベノワ & マレンコ & ゲレロとラディカルズ（The Radicalz）なるユニットを結成。結成して早々トップ戦線に乗り込み、トゥー・クール（グランマスター・セクセイ & スコッティ・2・ホッティ）、ニュー・エイジ・アウトローズ（ロード・ドッグ & ビリー・ガン）と抗争を展開した。5月にユニットは解散。WWFハードコア王座、WWFヨーロピアン王座戦線へと切り替え、ラディカルズの元メンバー達と抗争を展開。
2001年よりマネージャーにテリーを従えて活動していたが、ある日頭を強く打った衝撃でモップをモッピーと呼称して愛するという奇行に奔るようになり、テリーと破局した。以降、コミック路線で活動していたが2002年3月、WWEから退団した。

### インディー団体
WWE退団後、2002年10月よりWWFやWCWに所属したレスラー達が集結したWWA（World Wrestling All-Stars）に参戦。ECW時代に戦ったサブゥー、サイモン・ダイアモンドと連戦した。2003年1月、10年ぶりに新日本プロレスに参戦。外敵としてジョシュ・バーネットや高山善廣と組んで出場した。3月よりTNAに参戦。ECWオリジナルメンバーで結成されたユニットであるチーム・エクストリーム（Team Extreme）の一員として怪奇派ユニットであるディサイプルズ・オブ・ザ・ニューチャーチとハードコアマッチでの抗争を展開した。6月には再び新日本プロレスに参戦し、ダン・デバインとのタッグで出場。9月にはジミー・アンブリッツと組んで出場した。
2004年4月、強姦犯から女性を助けようとしたときに、犯人から3発銃弾を浴び重傷を負う。その傷が元でプロレスができない状態であったが、治療及びリハビリに専念したおかげで2010年にはWWEのバックステージへ出向くほど回復した。プロレス復帰に向けてトレーニングに励み、2011年11月にインディー団体であるAWE（Awesome Wrestling Enteratinment）のPPVであるNight of the Legendsにて復活を遂げ、CWアンダーソンと対戦して勝利で飾った。
2012年、古巣であるWWEにロードエージェントとして復帰。6月30日にはExtreme Risingに参戦してパパドンと対戦して勝利した。2013年5月24日、ミュージシャンのビリー・コーガンが主宰するRPW（Resistance Pro Wrestling）に参戦。レイヴェンとWCW以来となるザ・フロック（The Flock）を再結成してブレディ・ピアース & マッドマン・ポンドと対戦して勝利した。

## 得意技

### フィニッシュ・ホールド
リング・オブ・サターン
クリップラー・クロスフェイスとアームバーを合体化した変型関複合技。ペリー・サターンの得意技として知られる。
うつ伏せ状態の相手の左腕を自らの両脚で挟み込み、そこから右腕を脇下に挟んだ状態で両手で首元を締め上げるアームバーとクロスフェイスの複合技。元祖はペリー・サターン。ナガタロックIIIと同型。
リング・オブ・サターン2
ストラングル・ホールドγ

### その他得意技
スリーハンドル・ファミリー・グラダンザ
横回転式フィッシャーマンズ・スープレックス
サターンボム
ファルコンアロー
ダイビング・エルボー・ドロップ
デスバレーボム
Tボーンスープレックス
サターンサルト
ムーンサルトプレス

### 連携技
トータルイリミネーション
ジョン・クローナスとの合体技。サターンがフライングニールキック、クローナスが水面蹴りを同時に放つ。

## 獲得タイトル
WCW
- WCW世界タッグ王座 : 2回

w / レイヴェン : 1回
w / クリス・ベノワ : 1回
- WCW TV王座 : 1回

ECW
- ECW世界タッグ王座 : 3回

w / ジョン・クローナス
WWE
- ヨーロピアン王座 : 1回
- ハードコア王座 : 2回

他、アメリカのインディー団体を中心に多数のタイトルを獲得。

## 入場曲
- Total Elimination